# Życie bez zasad
Życie bez zasad (tytuł oryg. Dyut meng gam) – hongkoński kryminalny dreszczowiec w reżyserii Johnniego To, którego premiera odbyła się 9 września 2011 roku.
Film oraz jego obsada byli nominowani do nagród w 12 kategoriach i zdobyli nagrody w 11 kategoriach.

## Obsada
Źródło: Filmweb

- Sean Lau – Pantera
- Ken Lo
- Richie Ren – inspektor Cheung
- Denise Ho – Teresa
- Lo Hoi-pang – Yuen
- Soh Hang-suen
- Patricia Tang – recepcjonistka
- Terence Yin